# Utricularia dimorphantha
Utricularia dimorphantha este o specie de plante carnivore din genul Utricularia, familia Lentibulariaceae, ordinul Lamiales, descrisă de Tomitaro Makino. Conform Catalogue of Life specia Utricularia dimorphantha nu are subspecii cunoscute.